# Артёмов, Александр Анатольевич
Александр Анатольевич Артёмов (род. 3 декабря 1972, Сурск, Городищенский район, Пензенская область, РСФСР, СССР) — российский серийный убийца и педофил, совершивший в период с 1997 по 1998 год серию из 3 убийств школьниц, сопряжëнных с изнасилованиями, на территории Приморского района Санкт-Петербурга, из-за чего получил прозвище «Приморский маньяк». Приговорён к пожизненному лишению свободы.

## Биография

### Детство и юность
Александр Артёмов родился 3 декабря 1972 года в Пензенской области в Сурске. Семья была полная, благополучная. В школе учился неплохо, увлекался историей. Учителя характеризовали его положительно, хулиганом не был. После 10 класса уехал на учёбу в Петербург, окончил ПТУ по специальности «электрогазосварщик». Училище сменилось срочной службой, а спустя 2 года Александр решил стать контрактником. Тогда же Артёмов женился, но семейная жизнь вскоре не заладилась. Артёмовы развелись, и Александр съехал из квартиры супруги. Всё это время он продолжал служить по контракту, откуда его уволили за пьянство, после чего он стал бомжом. Знали ли родители Артёмова, что их сын стал бродяжничать, неизвестно. К этому моменту они переехали из родной Пензенской области в Эстонию. Тем временем в Петербурге Александр встретил женщину, и пара стала жить вместе. Однажды, видимо, чтобы заслужить доверие оперативников, Артёмов решил поделиться с сыщиками подробностями тех отношений и рассказал о происшествии, которое стало для его нового союза фатальным. По словам Артёмова, тогда он совершил первое убийство: задушил подушкой их совместного ребёнка. Прибывшая скорая помощь решила, что младенец захлебнулся рвотными массами, и Артёмов не подвергся уголовному преследованию. С сожительницей они расстались. Достоверность этой истории впоследствии установить не удалось. В очередной раз лишившись дома, Артёмов вернулся на улицу, изредка перебивался случайными заработками, но пить не переставал. И чем меньше становилось денег, тем у́же становился выбор спиртного, которое он мог себе позволить, что, конечно, не могло не сказываться на его физическом и психологическом здоровье. В 1996 году в возрасте 23—24 лет он познакомился с таким же, как он сам, бездомным по фамилии Ивлев. Вместе они построили шалаш в лесу, решив тем самым жилищный вопрос.

### Предпосылки к убийствам
На допросах Артёмов так и не смог объяснить, в какой момент почувствовал желание насиловать и убивать девочек. Он предполагал, что случилось это из-за нехватки женского внимания, а ещё из-за его давней озлобленности на женщин. Артёмов рассказал, что сцены сексуального насилия он впервые увидел в юношестве, когда смотрел с приятелем кассету с порнографией. По словам преступника, было на этих кадрах и насилие над несовершеннолетними. И вот уже взрослый Артёмов, возможно под воздействием алкогольных суррогатов, решил перейти от фантазий к действиям. При этом убивать и насиловать он начал не спонтанно. Преступник выслеживал потенциальных жертв и тщательно планировал нападения, а кого убивать, ему якобы было всё равно. Но здесь Артёмов всё же сознательно или бессознательно лукавил. Судя по тому, что все его жертвы были похожи друг на друга, у него всё-таки был определённый типаж. Возможно, он сложился после первого убийства, произошедшего в 1997 году.

### Убийства
Артёмов рассказал, как однажды, выпив бутылку водки, увидел на улице светловолосую девочку и решил на неё напасть. Угрожая ножом, он затащил семиклассницу Иру в подъезд, а потом на чердак, где изнасиловал и жестоко убил. По аналогичной схеме в том же 1997 году было совершено и второе убийство. Последнее убийство, произошедшее в 1998 году, несколько отличалось от предыдущих. Жертвой стала девочка, которая шла на занятия в школу через лесной массив. Артёмов ранее неоднократно встречал эту девочку в данном лесном массиве и даже общался с ней. Однажды он решил изнасиловать и убить её, для чего заманил подальше от троп, где могли ходить люди, после чего осуществил свой замысел, а труп спрятал в лесу. Все жертвы Артёмова были блондинками в возрасте 11—13 лет, хотя сам он говорил, что в своих фантазиях совершал насилие не над девочками подросткового возраста, а над девушками и женщинами. Была ещё одна общая черта во всех убийствах: он аккуратно складывал в стопку вещи своих жертв и тщательно заметал или замывал свои следы и отпечатки пальцев. Ещё одна особенность Артёмова: он одинаково хорошо владел обеими руками. Поначалу это сбило сыщиков с толку: первым 2 девочкам удары ножом нанесли правой рукой, последнюю били с разных сторон. Но в каждом случае этих ударов были десятки, и наносились они хаотично и жёстко, как правило, в грудь и в спину.

### Арест, следствие и суд
Признаки серийных убийств в деле Артёмова были обнаружены после второго преступления. Следственно-оперативную группу по розыску серийного убийцы возглавил Андрей Кубарев. Несмотря на полное отсутствие улик на местах преступлений, в последнем эпизоде нашлись свидетели: водитель и пассажир автомобиля во время передвижения по трассе успели заметить впоследствии убитую девочку вместе с неизвестным мужчиной и даже запомнили его лицо. На основании их показаний сотрудник уголовного розыска Алексей Хасанов смог нарисовать композиционный портрет подозреваемого, в котором местный участковый узнал бездомного Александра Артёмова. Артёмов и Ивлев были арестованы в своём лесном шалаше. Не было никаких оснований подозревать Ивлева в совершении убийств, поэтому он вскоре был отпущен. Артёмова же продолжали допрашивать. В течение месяца он полностью отрицал свою причастность к убийствам девочек, однако в конце концов не выдержал психологического давления и постепенно начал давать показания, в итоге подробно рассказав обо всех 3 убийствах. Судебно-психиатрическая экспертиза признала Александра Артёмова вменяемым. Все 3 эпизода его преступлений были доказаны в суде. О ходе процесса известно мало, в прессе его широко не освещали. Вероятно, заседания проходили в закрытом режиме из-за возраста жертв. В 2000 году Санкт-Петербургский городской суд приговорил Артёмова к высшей мере наказания — пожизненному заключению. Его мать присутствовала на суде и публично отреклась от сына. Отбывать срок преступника отправили в Соль-Илецк Оренбургской области в колонию особого режима «Чёрный дельфин». В тюремной характеристике Артëмова описали так: склонен к побегу, нападению, посягательству на личную свободу и половую неприкосновенность.

## В массовой культуре
- Документальный фильм «Приморский маньяк» из цикла «Милицейские истории» (2016)[1]
- Как художник поймал маньяка / TRUE CRIME (2024)[2]